# Valeur (philosophie)
Pour les articles homonymes, voir Valeur.
Penser en valeur consiste à ne penser une chose que sous l'angle de son évaluation autrement dit « à l'aune et en fonction de quelque chose d'autre ». Parler de valeur c'est « chercher ce qui vaut » et ainsi poser le problème de l'action et de son fondement légitime. Évaluer et agir sont liés. Nietzsche affirme dans la Généalogie de la morale « l'homme se désigne comme l'être qui estime des valeurs, qui apprécie et évalue, comme "l'animal estimateur par excellence" ».
L'« axiologie » autre nom de la philosophie de la valeur, essaie de définir et de justifier des valeurs ; elle s’organise autour des concepts de « bon » et de « mauvais ». Il existerait une hiérarchie universelle de tous les êtres, si bien que certains comportements, ou certaines choses valent mieux que d’autres, sont supérieurs ou inférieurs, et sont donc pris dans une hiérarchie des valeurs qui manifesterait ainsi une sorte d'ordre objectif.
Dépassant le cadre initial de réponse à une certaine question éthique, il y a une axiologie qui prétend se situer au centre de la perspective sur la vérité de l'être. La « valeur » devient alors la réalité primordiale à partir de laquelle il faut comprendre et ordonner la totalité du monde. Pour Jean Langlois, l'axiologie « s’insère dans l’évolution qui va de l’humanisme philosophique de la Renaissance à l’existentialisme contemporain ».
La question inévitable lorsque l’on parle de valeurs c'est leur justification : « sur quoi sont-elles fondées ? ». D'où l'interrogation qui suit : « Comment rendre compte du sens des valeurs en les asseyant sur des principes ultimes ? ». Très tôt, une fois passé le cadre de la foi religieuse qui décidait de l'extérieur de ce qui avait valeur pour l'homme « les philosophes ont cherché (avec plus ou moins de succès) dans l'objectivité des valeurs le symbole, la cause et la garantie de leur fondement » remarque Raymond Polin.

## Histoire du concept de valeur

### L'approche grecque
Depuis son origine grecque selon Jean Beaufret il semblerait que la tâche fondamentale de toute philosophie soit la fixation d'une échelle de valeurs. Déjà Aristote, à l'intérieur de la catégorie du « Bon », distinguait le « plaisant », l'« utile » et le « beau » qui en sont « des manières d'être ». D'ailleurs l'idée soi-disant contemporaine que la vie (et sa conservation) suggère par elle-même des valeurs, est déjà présente chez Aristote (par la notion téléologique) et dans beaucoup de sagesses antiques ou orientales. De ce point de vue, écrit Jean Beaufret, on pourrait dire que la philosophie grecque est « une première variation sur le thème de la valeur ». Mais ce n'est pas l'opinion de Nietzsche qui remarque que les grecs selon ses termes« vénéraient autrement, méprisaient autrement » et pouvaient être donc tout à fait étrangers à ce que nous nommons valeur.
Au-dessus de ce qui « vaut » il y a le bien et c'est à la « détermination de ce bien par où il est bien », qui n'a pas tout à fait la signification de valeur que s'attache le philosophe grec. C'est l'être par où est ce qui est qui constitue par hypothèse le « Bon », qu'Aristote divisera en trois le « plaisant », l'« utile » et le « beau ».
D'ailleurs note Jean Beaufret le terme de valeur ne commence à devenir un terme technique de la philosophie qu'à partir de Descartes. Autrement dit l'apparition de la notion philosophique de valeur va historiquement de pair avec le cogito. Dès lors, « la valeur des biens dans la philosophie moderne se définira dans l'optique de la claire et distincte perception qui est pour Descartes, l'essence même de l'être ». La philosophie de la valeur, se développe en parallèle avec l'émergence d'une préoccupation dominante pour les fins humaines et sociales au service desquelles se mettent la science positive et la civilisation industrielle, soit du problème de la destinée, de la volonté et de l’action.

### Les grands courants de la philosophie contemporaine
La philosophie moderne se caractérise par l'apparition envahissante du sujet. C'est par rapport à lui, depuis Kant et sa « révolution copernicienne » que toute chose se manifeste. C'est sur un tel fond que les distinctions de « valeur » vont dorénavant se nouer,. À la question, qu'est-ce qu'une valeur ? X est bon si, et seulement si, X est désirable. Par là un lien avec une attitude subjective est inscrit dans le concept de valeur. Historiquement on distingue :

#### Un courant subjectiviste
Une première conception « subjectiviste » de la valeur. Le désir est maître. Une chose n'a de valeur que tout autant que le désir de l'homme se porte vers elle. Dans cette conception le désir est premier ici et simplement par le fait qu’il s’arrête sur tel objet, celui-ci en est valorisé. Étudiant la position de Thomas d'Aquin Jean Langlois constate que : « le subjectivisme rend bien compte de l’aspect relatif de la valeur. C’est toujours par rapport à un sujet, plus exactement, à un appétit, que se définit la valeur. Mais, pour Thomas d'Aquin, par exemple, le subjectivisme radical va trop loin. Le bien est l’être même en tant qu’« appétible » et cette « appétibilité » ne vient pas du sujet qui désire mais de la perfection de l’être qui peut se communiquer ».

#### Un courant objectiviste
Relevant paradoxalement d'une attitude que l'on pourrait qualifier de fidéiste et en réaction contre le relativisme du premier courant se placent les théories « absolutistes » de la valeur. Les plus importantes sont celles de Max Scheler et de Louis Lavelle. Elles arguent de la solidité de principes qu'elles basent sur la croyance en la « réalité » de valeur fondées par l’intuition. Max Scheler est un initiateur reconnu de cette position qui affirme que nous avons un sens des valeurs comme nous avons un sens des couleurs (Scheler 1913). Pour Scheler, l’essence de la valeur est d’être une qualité tout à fait irréductible à d’autres, indépendante des objets qui lui servent de support,. De plus la valeur n'est pas le résultat d'un examen intellectuel mais « une fonction spirituelle propre, l’intuition émotionnelle ». Il distingue quatre classes hiérarchiques : les valeurs de l’agréable et du désagréable, les valeurs vitales, les valeurs spirituelles, et au sommet, les valeurs du Sacré,,.

#### Un courant sceptique et nihiliste
Une troisième attitude dite sceptique doute de toutes les valeurs, et même de leur existence, concède néanmoins que nous émettons sans cesse des jugements de valeurs et que même quelques-unes ont une certaine permanence dans le temps et dans l’espace. On ne peut nier l'attachement des sujets en société à certaines valeurs que les décisionnaires prennent en compte en plaçant le curseur de l’éthique sur le choix de ces valeurs. Les « causalistes » (partisans du causalisme) récusent l'idée de fondement et privilégient les processus biologiques, psychologiques, sociologiques, affectifs. enfin les « utilitaristes » prétendent mettre en avant comme fondement des valeurs le simple calcul matériel de l'intérêt.
Enfin le nihilisme, avec Nietzsche qui en représente une branche particulière, dans une perspective de renversement de la métaphysique traditionnelle, défend un point de vue philosophique d'après lequel, le monde, et notamment l'existence humaine, est dénué de toute signification, de tout but, de toute vérité compréhensible, autrement dit de toutes valeurs.

### La question du fondement des valeurs

#### Kant et l'impératif catégorique
Kant entreprend de concilier l'originalité des valeurs avec leur connaissance humainement rationnelle. En introduisant la notion d'impératif catégorique, Kant fait du « Devoir », un absolu. Il ordonne d'agir de telle ou telle façon, conformément à la conscience morale et indépendamment des circonstances.  

« Agis toujours de telle sorte que la maxime de ton action puisse être érigée en loi universelle de la nature. »

Il sera reproché à cette position de ne pas tenir compte des résultats de l'action. D'autres critiques y verront une morale inapplicable, car si dans les morales antiques, on voit très bien ce qui motive l'agir (la recherche du bien), on ne voit pas du tout l'attractivité de la motivation kantienne, qui ne saurait reposer sur un tel bien.

#### Nietzsche la vie comme valeur suprême
Il n’y aurait de valeur selon Nietzsche que dans la vie, par la vie et pour la vie, pour autant qu’elle s’éprouve elle-même avec authenticité. La force, l’abondance, la beauté, la bonté, l’égoïsme, l’authenticité, et tout ce qui est positif (avec comme corrélat l’horreur du négatif), sont autant de valeurs de la vie surabondante.

#### Principe de responsabilité chez Jonas
Hans Jonas selon Adélaïde DE LASTIC prenant appui sur ces valeurs vitales, élargit cette idée dans le Principe Responsabilité lorsqu'il fait reposer son principe de responsabilité sur le fait, que puisqu’il y a de l’être, il y a aussitôt une responsabilité à l’égard de « ce qui est ». Ainsi il veut apporter une réponse aux problèmes que pose la civilisation technicisée, à savoir les problèmes environnementaux, les questions du génie génétique, etc. D'après lui, le pouvoir énorme qui est conféré à l'homme par la technoscience constitue un problème auquel doit répondre, en l'homme, une nouvelle forme de responsabilité. Celle-ci n'est pas à comprendre comme une attitude, mais plutôt comme une faculté proprement humaine que tout homme est tenu d'exercer.

#### Désir mimétique chez René Girard
Au départ il y a le constat d'une certaine indétermination de l'objet de notre désir, le philosophe René Girard dans ses travaux observe que souvent les hommes s'en remettent aux autres pour fixer le désirable. Tout désir serait l'imitation du désir d'un autre. Loin d’être autonome (c'est l'illusion romantique), notre désir serait toujours suscité par le désir qu'un autre – le modèle – a d'un objet quelconque. Le sujet désirant attribue un prestige particulier au modèle : l'autonomie métaphysique ; il croit que le modèle désire par lui-même. Le rapport n’est pas direct entre le sujet et l’objet : il y a toujours un triangle.

### Crise contemporaine des valeurs
Il est courant d’entendre des discours inquiets sur « la perte des valeurs », la « crise des valeurs », tout particulièrement en ce qui concerne les valeurs morales avec pour conséquence le sentiment d'une « perte de repères ». Il existe aujourd'hui un débat sur la crise des valeurs morales des sociétés contemporaines. Mais ce débat, qui ne concerne que les valeurs morales, n'est pas particulier à notre époque : il exista sous différentes formes à d'autres époques, notamment dans la Grèce et la Rome antique. Plus généralement, on peut considérer que le langage des valeurs est aujourd'hui omniprésent et caractéristique des sociétés occidentales modernes.
Pour Vittorio Hösle, philosophe germano-américain, cité par Charlotte Luyckx il y a « l’idée que la philosophie contemporaine est co-responsable non seulement de l’état de crise actuelle (écologique notamment), mais également de notre incapacité à mettre en place des dispositifs permettant de la surmonter ». En insistant sur l'impossibilité de fonder rationnellement un système de normes et de valeurs la philosophie contemporaine se prive des moyens de combattre la crise qui affecte nos sociétés.
De fait, comme le remarque Martin Heidegger, « dans l'interprétation moderne du monde, l'idée de « valeur » est aussi essentielle que l'idée de système ». Simple « objet » de représentation, la chose se voit en quelque sorte privée de son être, d'où la nécessité de combler cette privation par l'attribution à l'objet d'une valeur arbitraire qui de proche en proche va constituer un « système des valeurs » et le but de l'activité humaine (valeurs dites culturelles).

## La primauté du désirable

### La question de l'objectivité
Il s'agit de fournir un fondement sûr et rationnel, qui soit à la fois permanent et indépendant à la « valeur » de telle manière qu'elle soit reçue avec la même force que la vérité pour le sujet connaissant, à la nuance près que cette nouvelle vérité doit servir à l'action souligne Raymond Polin.

#### Principes de l'objectivité des valeurs
En affirmant l'objectivité des valeurs je me lie à un donné non axiologique qui peut être rattaché à une réalité extérieure (Dieu, L'Un chez Plotin, la Nation, l'intuition de l'homme connaissant) ou donnée directement comme valeur première en soi (le Bien chez Platon) et formant la source et le principe de toute réalité. Objectivées, les valeurs doivent être connaissables selon les mêmes méthodes que la réalité. Les sources possibles de l'objectivité des valeurs sont nombreuses : l'absolu divin, la réalité extérieure, l'homme dans son essence, le groupe social etc.). Toutes ces sources possibles de l'objectivité, doivent satisfaire aux conditions d'extériorité, de permanence, de transcendance et d'indépendance.

### Limite de l'objectivité
Dans une doctrine des valeurs la transcendance est au centre de la contradiction. Ainsi dans le système cartésien, la transcendance divine grâce à laquelle les valeurs retrouvent un sens explique tout sauf elle-même. Le principe qui rend les valeurs possibles, les rend aussi inconnaissables.

## La primauté du désir
À l’origine du subjectivisme de la valeur, il faut sans doute mettre Spinoza.

## Une métaphysique des valeurs

### La métaphysique de Thomas d'Aquin
Pour Thomas d'Aquin, « le bien est une des propriétés transcendentales de l’être. C’est l’être même en tant qu’objet d’appétit ». Aristote avait posé que « le bien est ce que toutes choses désirent ». Thomas s'interrogeant sur cette « appétibilité » note que seuls les êtres parfaits sont désirables car le désir ne saurait se porter vers l'imparfait sous peine de se nier lui-même. Dans cette perspective seul Dieu satisferait à cette exigence mais comme tout être du fait qu'il « est » comporte en quelque part et à un certain degré une certaine perfection, tout être présente une certaine « appétibilité ». Dans la pensée de Thomas, le bien ajoute quelque chose à l'être.

### La métaphysique de Max Scheler
Max Scheler, philosophe allemand(1874-1928), dont l'ouvrage majeur est Le formalisme en éthique et l'éthique matériale des valeurs : essai nouveau pour fonder un personnalisme éthique, a joué un rôle prédominant dans le renouveau de l'axiologie. C'est à ce titre que Jean Langlois lui consacre son mémoire dont il extrait les quelques principes suivants :
La valeur confère aux choses une nouvelle réalité. Ce n’est plus simplement leur être, ce n’est pas non plus la connaissance que nous en avons, mais une relation nouvelle qui les relie au désir ou à la faculté d’appréciation. La valeur a nécessairement un support avec lequel, cependant, il ne faut pas la confondre, ainsi « un tableau de Rembrandt n'est pas une valeur mais une chose-de-valeur ». Qu’elle soit une chose ou qu’elle soit l’Absolu s’objectivant de telle ou telle façon déterminée elle est à la fois réelle et idéale, c’est-à-dire « réelle dans son idéalité ». Pour le subjectivisme, c’est l’homme qui crée cette idéalité,.
D’où l’on voit la nécessité d’affirmer une différence entre l’être et la valeur. La nature de cette distinction n’est pas claire mais on sent bien que la coïncidence ne saurait être totale et qu’il ne s’agit pas de notions ni de réalités identiques. D'ailleurs l’histoire atteste selon Jean Langlois, cette tendance des philosophes de la valeur à dissocier être et valeur, soit en déniant à la valeur une réalité objective, indépendante du sujet qui la désire et tend vers elle, soit, au contraire, en faisant d’elle un au-delà de l’être, un absolu, qu'il « n’est pas » et dont l’être, en quelque façon, procède.
En conclusion, pour Max Scheler, la valeur possèderait éminemment le pouvoir de dépasser l’être ; avec ce pouvoir, elle possède celui de le modifier, d’y ajouter, et enfin de maintenir en face de lui les autres valeurs associées à l’existence de tout esprit. « L'être doit s'expliquer par la valeur et non l'inverse ».

### La valeur œuvre de l'homme créateur
C'est dans un livre écrit en 1943 intitulé La création des valeurs que Raymond Polin expose sa doctrine. Pour lui l'idée d'une « conscience morale » n'est qu'un expédient commode, destiné à expliquer et à rendre légitimes des opinions axiologiques concrètes que l'on prend ou que l'on tient à prendre pour évidentes. Alors que « l'acte de connaissance s'absorbe dans l'objet en en prenant conscience, exprime sa vérité et le révèle, la conscience « axiologique » dépasse le donné, invente l'irrél et crée absolument ». Si la vérité n'est plus une valeur, il y a une vérité de l'action. Ici il n'y a plus d'adéquation avec une réalité donnée mais accord de la réalité créée avec le projet et l'intention axiologique.
En faisant l'hypothèse que l'action est effectivement créatrice, Raymond Polin élargit en conclusion son propos aux dimensions d'une métaphysique générale. L'œuvre de l'homme est sa seule vérité parce qu'elle est pour la conscience axiologique, la seule réalité. Parce que la réussite n'est jamais intégrale par rapport au projet ou à l'intention, la vérité est le produit de l'action et non celui de la connaissance.

## La valeur comme dernière figure de l'être
Martin Heidegger, susciterait une prise de conscience d'une unité historique de la métaphysique, qui, depuis sa fondation grecque, se serait maintenue sous des formes différentes, tout au long de l'histoire, à travers la pensée des penseurs primordiaux. Chacun d'entre eux (Platon, Aristote, Descartes, Nietzsche) représente une étape dans une histoire mouvementée de l'être qui se manifeste par de brusques changements dans la conception de la « Vérité » (voir époques de la Vérité). Nietzsche, dernier venu, vise dans le Nihilisme, la dévalorisation des valeurs considérées jusque-là comme suprêmes (Dieu, Monde suprasensible comme monde véritable, les idéaux et les Idées, le Bien, le Beau et le Vrai). L'originalité de ce penseur c'est qu'au-delà de la « dévalorisation des valeurs » suprêmes il envisage, selon l'analyse de Martin Heidegger dans sa conférence intitulée Le mot de Nietzsche: Dieu est mort une instauration de nouvelles valeurs qui prend la forme d'une « inversion de la valeur de toutes les valeurs ».
Nietzsche impulserait une telle force à la question de la valeur que celle-ci serait devenue la pensée la plus répandue au XXe siècle ; la pensée en termes de valeur  dorénavant érigée en principe. « Il a fallu la diffusion des ouvrages de Nietzsche pour populariser la valeur. On parle maintenant de valeurs  vitales, culturelles, éternelles, de hiérarchie des valeurs, de valeur spirituelles [...]. On en vient à la philosophie des valeurs. Dans la théologie chrétienne même [...] on définit Dieu comme valeur suprême » écrit Heidegger. Les nouvelles valeurs qui selon Nietzsche peuvent être définies comme « point de vue sur les conditions de la conservation et de l'accroissement de la vie » représentent la condition d'exercice de la Volonté de puissance, et par là se substituent à la méthode antérieure d'évaluation et d'estimation à partir de l'être, la valeur a remplacé l'ancienne notion de « sens », ou plutôt ne font sens que les choses qui ont de la valeur,.
Jean Beaufret note : « La figure terminale d'un tel destin est la mutation totale de la vérité en valeur, la métaphysique de Nietzsche apparaissant dès lors, au dire d'Heidegger, comme l'achèvement ou plutôt l'accomplissement de ce à quoi prélude le virage cartésien ».